# 帕菈·克萊莫
宝拉·克里默（英語：Paula Creamer，1986年8月5日—）是一位美国职业高尔夫球手，参加LPGA巡回赛。作为一名职业球手，宝拉赢得了11项比赛的冠军，其中包括9个LPGA巡回赛冠军，最高排名世界第二。宝拉是2010年美国女子公开赛冠军。
作为一名业余球手，宝拉赢得了众多青少年高尔夫比赛冠军，其中包括11个美国青少年高尔夫协会（AJGA）比赛冠军。宝拉于2005赛季加入了LPGA巡回赛，并凭借当年在Sybase Classic中的胜利成为了LPGA历史上第二小的冠军得主。